# Championnat de France de rugby à XV 1970-1971
Navigation
Édition précédente Édition suivante
La première division est constituée de huit groupes de huit clubs, soit 64 clubs au total. À l'issue de la phase qualificative, les quatre premières équipes de chaque groupe sont qualifiés pour les 16e de finale. L'épreuve se poursuit ensuite par élimination sur un match à chaque tour.
L'AS Béziers remporte le championnat de France de rugby à XV de première division 1970-1971 après avoir battu le RC Toulon en finale.
Pour l'AS Béziers, c'est le premier d'une série de dix titres de champion de France remportés durant les années 1970-80, alors que le RC Toulon devra attendre 1987 pour obtenir son premier titre après 1945.
L'US Dax remporte le Challenge Yves du Manoir devant Toulouse 18-8.

## Phase de qualification
Les équipes sont listées dans leur ordre de classement à l'issue de la phase qualificative. Le nom des équipes du groupe A qualifiées pour les 16e de finale est en gras.
| - La Voulte sportif - RC Toulon - Stade aurillacois - US Romans - SC Angoulême - Racing club de France - US Oyonnax - Lombez Samatan club | - Stade bagnérais - US Dax - Tyrosse RCS - AS Montferrand - RC Vichy - US bressane - TOEC - Lyon OU                                           | - CA Bègles - SU Agen - Stade beaumontois - Stade montois - FC Oloron - FC Saint-Claude - CA Sarlat - Stade cadurcien             |
| - Stadoceste tarbais - FC Grenoble - Biarritz olympique - Stade poitevin - US Quillan - SA Mauléon - SC Tulle - Paris université club     | - Stade toulousain - Saint-Jean-de-Luz OR - US Cognac - CA Périgueux - SO Chambéry - Stade montchaninois - Stade lavelanétien - CA Lannemezan | - AS Béziers - Section paloise - Stade dijonnais - Stade rochelais - Valence sportif - Saint-Girons SC - UA Gaillac - US Bergerac |
| - CA Brive - Castres olympique - SC Graulhet - FC Lourdes - Boucau stade - Union sportive Fumel Libos - SA Condom - US Carmaux            | - RC Narbonne - US Montauban - Aviron bayonnais - ES Avignon Saint-Saturnin - FC Auch - USA Perpignan - Stade ruthénois - CS Vienne           | |

## Seizièmes de finale
Les équipes dont le nom est en caractères gras sont qualifiées pour les huitièmes de finale. 
| Équipe 1          | Équipe 2                  | Résultat |
| ----------------- | ------------------------- | -------- |
| AS Béziers        | Stade poitevin            | 19-0     |
| Stade dijonnais   | Saint-Jean-de-Luz OR      | 8-3      |
| Stade bagnérais   | FC Lourdes                | 18-9     |
| Section paloise   | Biarritz olympique        | 11-6     |
| Stade montois     | Stadoceste tarbais        | 30-19    |
| Castres olympique | Stade beaumontois         | 12-3     |
| SU Agen           | Stade aurillacois         | 6-3      |
| La Voulte sportif | ES Avignon Saint-Saturnin | 14-3     |
| CA Brive          | Stade rochelais           | 14-6     |
| Tyrosse RCS       | Aviron bayonnais          | 11-8     |
| CA Bègles         | AS Montferrand            | 12-8     |
| US Dax            | US Cognac                 | 3-0      |
| RC Narbonne       | CA Périgueux              | 27-6     |
| RC Toulon         | SC Graulhet               | 8-0      |
| Stade toulousain  | US Romans                 | 26-6     |
| US Montauban      | FC Grenoble               | 12-8     |

## Huitièmes de finale
Les équipes dont le nom est en caractères gras sont qualifiées pour les quarts de finale. 
| Équipe 1         | Équipe 2          | Résultat |
| ---------------- | ----------------- | -------- |
| AS Béziers       | Stade dijonnais   | 11-0     |
| Stade bagnérais  | Section paloise   | 8-5      |
| Stade montois    | Castres olympique | 6-5      |
| SU Agen          | La Voulte sportif | 17-9     |
| CA Brive         | Tyrosse RCS       | 11-0     |
| CA Bègles        | US Dax            | 0-10     |
| RC Narbonne      | RC Toulon         | 6-14     |
| Stade toulousain | US Montauban      | 20-12    |

## Quarts de finale
Les équipes dont le nom est en caractères gras sont qualifiées pour les demi-finales.
| Équipe 1      | Équipe 2         | Résultat |
| ------------- | ---------------- | -------- |
| AS Béziers    | Stade bagnérais  | 32-9     |
| Stade montois | SU Agen          | 6-14     |
| CA Brive      | US Dax           | 12-9     |
| RC Toulon     | Stade toulousain | 8-0      |

## Demi-finales
| Équipe 1   | Équipe 2  | Résultat |
| ---------- | --------- | -------- |
| AS Béziers | SU Agen   | 20-9     |
| CA Brive   | RC Toulon | 3-6      |

## Finale
| Équipes        | AS Béziers - RC Toulon |
| Score          | 15-9 après prolongations |
| Date           | 16 mai 1971 |
| Stade          | Parc Lescure, Bordeaux 25 737 spectateurs payants |
| Arbitre        | Michel Dubernet |
| Les équipes    | |
| AS Béziers     | Armand Vaquerin, André Lubrano, Jean-Pierre Hortoland, Georges Senal, Alain Estève, Olivier Saïsset, Yvan Buonomo, Christian Pesteil, Richard Astre (cap.), Henri Cabrol, René Séguier, Jean Sarda, Joseph Navarro, Gérard Lavagne, Jack Cantoni               |
| RC Toulon      | Jean-Claude Ballatore, Noêl Vadella, Arnaldo Gruarin, Michel Sappa, André Herrero (cap.), Christian Carrère, Daniel Hache, Daniel Herrero, Louis Irastorza, Paul Bos, Bernard Giabbiconi, Jean-Pierre Carreras, Gilles Delaigue, Roger Fabien, Bernard Labouré |
| Points marqués | |
| AS Béziers     | 2 essais de Séguier, 2 pénalités de Cabrol, 1 drop de Astre |
| RC Toulon      | 3 pénalités de Labouré |

Parmi les faits saillants du match, à noter la blessure de André Herrero qui joua 83 minutes avec des côtes fracturées et une belle percée de Jack Cantoni qui permit à Séguier de marquer l'essai de l'égalisation, malgré une cravate faite à Cantoni par Fabien.